# Vincent Mandrou
Pour les articles homonymes, voir Mandrou.
Vincent Mandrou est un joueur français de volley-ball né le 17 juillet 1987. Il mesure 1,92 m et joue réceptionneur-attaquant.

## Clubs
| Club            | Pays   | De        | À         |
| --------------- | ------ | --------- | --------- |
| Narbonne Volley | France | 2008-2009 | 2008-2009 |

## Palmarès
Néant.